# San Antonio Spurs 2000-2001
La stagione 2000-01 dei San Antonio Spurs fu la 25ª nella NBA per la franchigia.
I San Antonio Spurs vinsero la Midwest Division della Western Conference con un record di 58-24. Nei play-off vinsero il primo turno con i Minnesota Timberwolves (3-1), la semifinale di conference con i Dallas Mavericks (4-1), perdendo poi la finale di conference con i Los Angeles Lakers (4-0).

## Risultati
| Squadra                | V  | P  | %    | GB |
| ---------------------- | -- | -- | ---- | -- |
| San Antonio Spurs      | 58 | 24 | 70,7 | -  |
| Dallas Mavericks       | 53 | 29 | 64,6 | 5  |
| Utah Jazz              | 53 | 29 | 64,6 | 5  |
| Minnesota Timberwolves | 47 | 35 | 57,3 | 11 |
| Houston Rockets        | 45 | 37 | 54,9 | 13 |
| Denver Nuggets         | 40 | 42 | 48,8 | 18 |
| Vancouver Grizzlies    | 23 | 59 | 28,0 | 35 |

## Roster
| N° | Naz.                   | Ruolo | Sportivo        | Anno | Alt. | Peso |
| -- | ---------------------- | ----- | --------------- | ---- | ---- | ---- |
| 1  | Stati Uniti (bandiera) | G     | Derek Anderson  | 1974 | 196  | 88   |
| 2  | Stati Uniti (bandiera) | GA    | Jaren Jackson   | 1967 | 193  | 86   |
| 3  | Stati Uniti (bandiera) | A     | Ira Newble      | 1975 | 201  | 100  |
| 4  | Stati Uniti (bandiera) | G     | Steve Kerr      | 1965 | 191  | 79   |
| 5  | Stati Uniti (bandiera) | G     | Derrick Dial    | 1975 | 191  | 84   |
| 6  | Stati Uniti (bandiera) | G     | Avery Johnson   | 1965 | 178  | 79   |
| 21 | Stati Uniti (bandiera) | AC    | Tim Duncan      | 1976 | 211  | 112  |
| 30 | Stati Uniti (bandiera) | G     | Terry Porter    | 1963 | 191  | 88   |
| 31 | Stati Uniti (bandiera) | A     | Malik Rose      | 1974 | 201  | 113  |
| 32 | Stati Uniti (bandiera) | A     | Sean Elliott    | 1968 | 203  | 93   |
| 33 | Stati Uniti (bandiera) | G     | Antonio Daniels | 1975 | 193  | 88   |
| 35 | Stati Uniti (bandiera) | A     | Danny Ferry     | 1966 | 208  | 104  |
| 36 | Stati Uniti (bandiera) | C     | Shawnelle Scott | 1972 | 208  | 113  |
| 50 | Stati Uniti (bandiera) | C     | David Robinson  | 1965 | 216  | 107  |
| 55 | Stati Uniti (bandiera) | A     | Samaki Walker   | 1976 | 206  | 109  |

## Staff tecnico
- Allenatore: Gregg Popovich
- Vice-allenatori: Hank Egan, Mike Brown, Mike Budenholzer